# Parc nacional de Monte Alén
El Parc nacional de Monte Alén  és un parc nacional situat a la cadena muntanyenca de Niefang, en la regió continental de Guinea Equatorial. Fou establert el 1997 i és el parc nacional més gran del país. La granota goliat (Conraua goliath), un dels amfibis més prominents que s'hi troba; és la granota més gran del món i la seva cacera està prohibida.

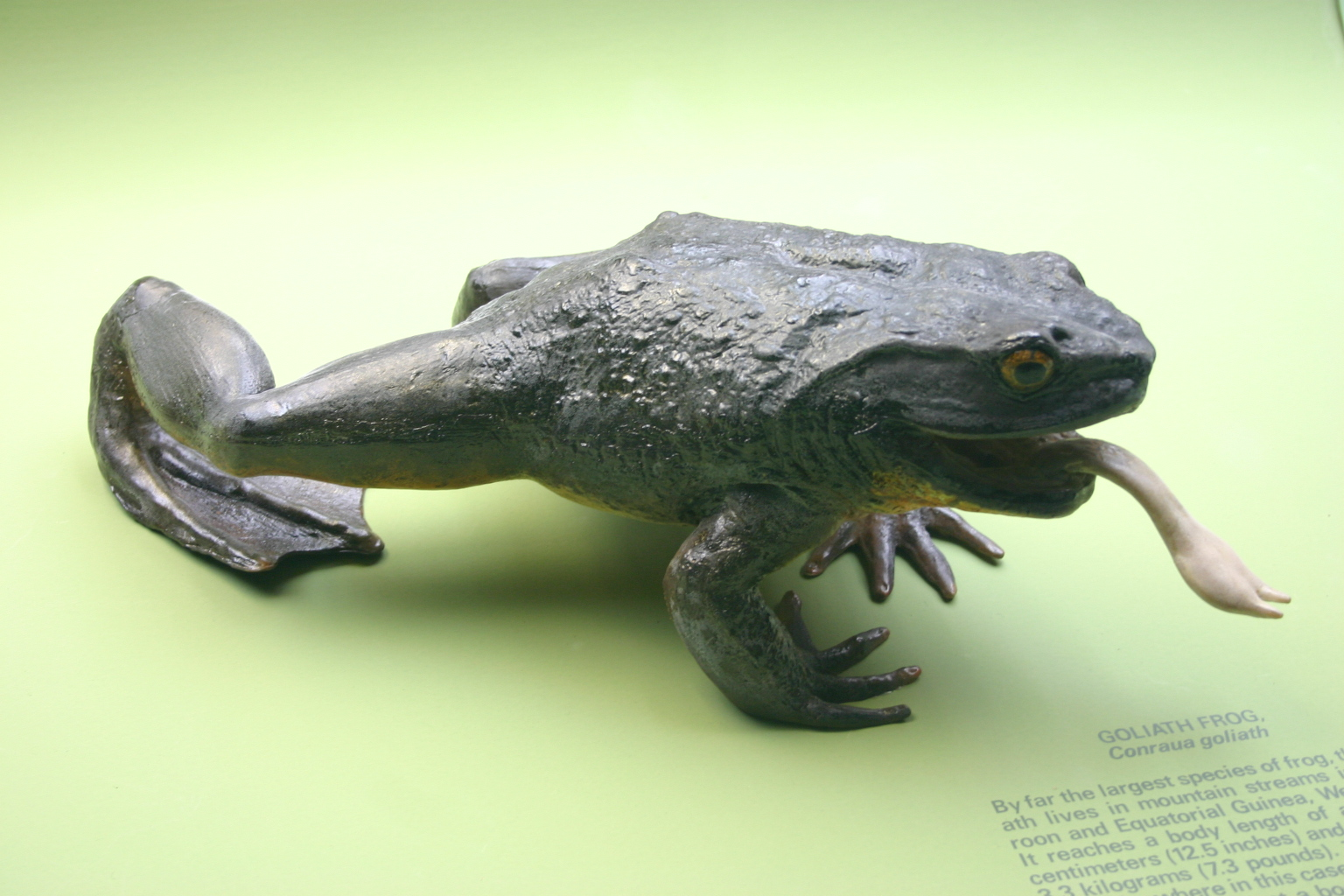
Una granota goliat (Conraua goliath) al Museu Americà d'Història Natural.

## Geografia
El parc té una superfície d'uns 1.400 km² de bosc humits i la seva altitud varia entre els 300 i els 1.200 msnm. Va ser declarat parc nacional en virtut d'un decret presidencial en 2000, a més d'altres 13 àrees. Les alçàries més altes de Monte Alén i Monte Mitra (on hi les fonts dels majors rius de l'àrea) es troben dins els límits del parc. El riu Uoro es troba a l'oest del parc. La part oriental del parc està delimitada per la carretera Niefang-Gabon. Hi ha uns pocs pegats de flora de roca. El llac Atoc té tota la seva conca coberta de forest.
Les rutes de senderisme estan ben distribuïdes al parc. Els registres d'operacions dins del parc són totalment controlats.
El clima és equatorial càlid i humit, amb una temperatura mitjana al voltant de 25 °C a la planura i de 20–23 °C a les muntanyes. La precipitació mitjana anual és d'entre 3.000–3.500 mil·límetres.

## Fauna
El parc ha registrat 265 espècies d'aus. Algunes de les espècies més importants inclouen tres espècies de muntanya, Coracina caesia, Dryoscopus angolensis i Phylloscopus herberti; Phylloscopus budongoensis, les úniques espècies de fil·loscòpids trobades al parc; Picathartes oreas; Melignomon zenkeri; Muscicapa tessmanni i Batis minima; possiblement Apus sladeniae.
El bosc de Monte Alén alberga una fauna i una flora típica del bosc dens africà amb espècies característiques de la zona forestal guineo-atlàntica. Rics en plantes de la família caesalpiniaceae, els seus boscos presenten una gran riquesa específica.
Hi ha estat inventariades més de 105 espècies de mamífers, entre els quals destaquen 16 espècies de primats, i això a pesar la reduïda superfície del parc. Algunes de les espècies de primats registrades són Colobus satanas, Cercocebus torquatus, mandrils (Mandrillus sphinx), goril·les (Gorilla gorilla) i ximpanzés (Pan troglodytes). Altres espècies de mamífers inclouen elefants (elefants de la sabana, Loxodonta africana, i elefants del bosc, Loxodonta cyclotis), i musaranyes (Crocidura grassei). S'han registrat 65 espècies de rèptils, inclosos cocodrils. Els amfibis registrats inclouen el Petropedetes palmipes i Leptodactylodon stevarti que són a la Llista Vermella de la UICN. La granota goliat (Conraura goliath) es troba a la part meridional del parc.

## Conservació
En 1989 la conservació de la superfície forestal del parc es va dividir en zones per a atorgar concessions per a l'explotació forestal, i es va encoratjar a les activitats agroforestals . Un estudi dut a terme per USAID va observar que la caça de mamífers al parc era un problema greu, que requeria una acció de conservació correctiva urgent. Pel 2005 Caldecott va informar que l'agricultura, la caça i la tala no es permetien al parc.
En 2009 es va redactar el pla de maneig del parc nacional amb suport del programa ECOFAC, que va ser validat tècnicament en 2010 per impuls de l'ONG ANDEGE i la col·laboració de Conservation International i SEO/BirdLife